# Кораблик (мультфильм)
«Кораблик» — советский музыкальный рисованный мультфильм для детей 1956 года по одноимённой сказке Владимира Сутеева.

## Сюжет
Жили-были четыре друга: Муравей, Цыплёнок, Мышонок и Червячок. Пошли они гулять и на берегу пруда встретили лягушонка, который позвал их плавать. Друзья не умели плавать, и лягушонок стал над ними смеяться: «Ну куда же вы годитесь? Вы — трусишки!» Друзья решили отправиться в плавание и вместе построили кораблик из куска коры, прутика и большого листа вместо паруса. Они весело плыли на кораблике, но вдруг туча закрыла солнце, усилился ветер, и началась гроза. Цыплёнка смыло волной, но его спас лягушонок. А остальные, держась за мачту, добрались до островка. Туда лягушонок и привёз цыплёнка на листе кувшинки, но муравей и мышонок обидели его, и он уплыл. А друзья снова поплыли и даже сумели спасти лягушонка от злой щуки, благодаря чему он тоже стал их другом.

## Отличия от оригинальной книги
- Оригинальная книга заканчивается отплытием, а сюжет экранизации значительно дополнен.
- В оригинале для строительства корпуса корабля применялась ореховая скорлупа, однако в экранизации — древесная кора.
- В оригинале одним из действующих лиц был жук, однако в экранизации — червяк (точнее: "Гусеница". Кто знает?) (позже бабочка).

## Создатели
| Автор сценария            | Владимир Сутеев |
| Текст песен               | Михаила Вольпина |
| Режиссёр                  | Леонид Амальрик |
| Художник-постановщик      | Александр Трусов |
| Композитор                | Никита Богословский |
| Оператор                  | Михаил Друян |
| Звукооператор             | Николай Прилуцкий |
| Ассистенты                | Владимир Балашов, Е. Новосельская, Татьяна Сазонова, Александра Фирсова                                                       |
| Художники-мультипликаторы | Дмитрий Белов, Владимир Пекарь, Вадим Долгих, Лев Попов, Вячеслав Котёночкин, Надежда Привалова, Рената Миренкова, Борис Чани |
| Актёры                    | Зинаида Бокарёва, Георгий Вицин, Галина Иванова, Галина Новожилова, Ирина Потоцкая, Юрий Хржановский                          |

## Награды
- 1957 — Диплом на I Британском кинофестивале в Лондоне (Фестиваль фестивалей)